# 1250

## Události
- byla dovršena reconquista v Portugalsku.
- písemně doložena existence hradu Rožmberka s městečkem Rožmitálem

## Vědy a umění
- Albertus Magnus kolem tohoto roku poprvé izoloval elementární arsen.

## Narození
- 8. dubna – Jan Tristan z Nevers, francouzský princ, hrabě z Nevers a z Valois, účastník křížových výprav († 3. srpna 1270)
- 25. prosince – Jan IV. Laskaris, nikájský císař († okolo 1305)
- ? – Pietro d'Abano, italský lékař, filozof a astrolog († 1316)
- ? – Robert II. z Artois, hrabě z Artois († 1302)
- ? – Amicie z Courtenay, hraběnka z Artois († 1275)
- ? – Markéta Burgundská, královna sicilská, neapolská a titulární královna jeruzalémská jako manželka Karla I. z Anjou († 4. září 1308)
- ? – Albert z Trapani, sicilský katolický kněz a světec († 7. srpna 1306)
- ? – Matylda Dánská, braniborsko-salzwedelská markraběnka († 1299/1300)
- ? – Giovanni Pisano, italský sochař a architekt († 1315)
- ? – Moše z Leónu, kastilský rabín († 1305)
- ? – Vilém ze Saint-Pathus, francouzský mnich a člen františkánského řádu († 1315)

pravděpodobně narození
- Fra Dolcino, italský náboženský vůdce († 1. června 1307) – druhou variantou je narození v roce 1260

## Úmrtí
České země
- 29. prosince – Ctibor zvaný Moudrá hlava, český šlechtic a sudí (* ?)
- ? – Slávek III. Hrabišic, osecký opat a pruský biskup (* ?)

Svět
- 2. února – Erik XI., švédský král (* 1216)
- 8. února
  - Robert I. z Artois, francouzský princ (* 1216)
  - Radulf II. z Coucy, francouzský šlechtic a pán z Coucy, Marle a La Fère (* ?)
  - Vilém II. Dlouhý meč, anglický šlechtic a hrabě ze Salisbury (* asi 1212)
- 11. února – Vilém ze Sonnacu, velmistr řádu templářů a akvitánský šlechtic (* ?)
- 29. března – Svatý Ludolf, premonstrát a biskup z Ratzenburgu, římskokatolický mučedník (* ?)
- 6. dubna – Hugo XI. z Lusignanu, francouzský šlechtic a hrabě z Angoulême a La Marche (* 1221)
- 18. června – Tereza Portugalská, leónská královna (* 4. října 1175/1176)
- 22. června – Petr I., bretaňský vévoda (*1191)
- 25. července – Humbert V. z Beaujeu, francouzský konstábl a účastník křížových výprav (* 1198)
- 10. srpna – Erik IV., dánský král (* 1216)
- 4. října – Heřman VI. Bádenský, rakouský vévoda (* asi 1225)
- 13. prosince – Fridrich II., římský císař, král jeruzalémský (* 1194)
- 20. prosince – Filipa ze Champagne, dcera jeruzalémské královny Isabely (* 1197)
- ? – Leonardo Fibonacci, italský matematik (* cca 1180)
- ? – Humbert V. z Beaujeu, pán z Beaujeu, účastník dvou křížových výprav (* 1198)
- ? – Alice ze Schaerbeeku, katolická světice (* 1204)
- ? – Marie z Ponthieu, francouzská šlechtična a hraběnka z Ponthieu a Aumale (* 1199)
- ? – Sadok, dominikánský řeholník a římskokatolický svatý, mučedník (* ?)

## Hlava státu
- České království – Václav I.
- Svatá říše římská – Fridrich II. Štaufský – Konrád IV. – Vilém Holandský
- Papež – Inocenc IV.
- Anglické království – Jindřich III. Plantagenet
- Francouzské království – Ludvík IX.
- Polské knížectví – Boleslav V. Stydlivý
- Uherské království – Béla IV.
- Sicilské království – Fridrich I. » Konrád IV.
- Portugalské království – Alfons III.
- Latinské císařství – Balduin II.
- Nikájské císařství – Jan III. Dukas Vatatzés